# Stenodynerus noticeps
Stenodynerus noticeps är en stekelart som beskrevs av Richard Mitchell Bohart 1948. Stenodynerus noticeps ingår i släktet smalgetingar, och familjen Eumenidae. Utöver nominatformen finns också underarten S. n. clarki.